# Mk 84
La Mark 84 è una bomba a caduta libera di produzione statunitense. È la più grande bomba della serie Mark 80. 

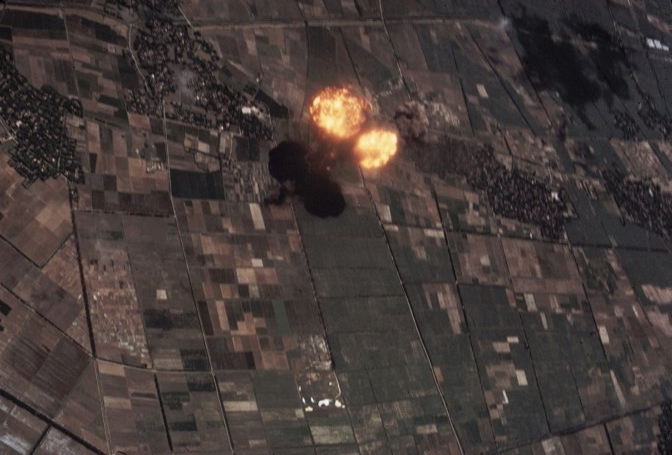
MK 84 esplosa in Vietnam nel 1972

 Entrata in servizio con la Guerra del Vietnam, è soprannominata Hammer (martello in inglese) per la sua considerevole capacità distruttiva.

## Sviluppo
La Mk 84 ha un peso nominale di 2 000 lb, 908 kg, ma il suo peso effettivo può variare a seconda delle pinne direzionali e della spoletta applicate, da 1 972 lb a 2 083 lb (da 894 a 945 kg).
Dai rilevamenti effettuati, la Mk 84 è in grado di formare un cratere di circa 15 metri di diametro ed 11 di profondità.
Può penetrare corazze di metallo di 28 cm o di calcestruzzo di oltre 3 metri di spessore, spargendo nel raggio di 360 metri schegge e frammenti letali.
È inoltre utilizzata come base per molti armamenti guidati, come la GBU-10 e la GBU-24.
Ad esse, si aggiungono anche le JDAM e la mina navale Quickstrike.